# 埃里克·博高森
埃里克·博高森（英語：Eric Bogosian，1953年4月24日—）是一位美國男演員、劇作家、小說家和歷史學家。他是亞美尼亞裔美國人。